# Тугай (Благовіщенський район)
Туга́й (рос. Тугай, башк. Туғай) — село (у минулому селище) у складі Благовіщенського району Башкортостану, Росія. Адміністративний центр Тугайської сільської ради.
Населення — 555 осіб (2010; 616 в 2002).
Національний склад:
- башкири — 31 %
- росіяни — 28 %